# FK SOYOUZ-Gazprom Ijevsk
Maillots
Le SOYOUZ-Gazprom Ijevsk (russe : «СОЮЗ-Газпром» Ижевск) est un club de football russe basé à Ijevsk fondé en 1988 et disparu en 2011.

## Histoire
Formé en 1988 sous le nom Gazovik Ijevsk, le club intègre les divisions professionnelles en accédant à la quatrième division soviétique en 1991. La dissolution de l'Union soviétique à la fin de l'année 1991 voit le club être intégré directement dans la nouvelle troisième division russe pour la saison 1992, dont il est immédiatement promu à l'issue de la saison en terminant deuxième du groupe 5.  Malgré une onzième place sur vingt dans le groupe Centre de la deuxième division, le club est directement relégué à l'issue de la saison, étant victime du passage à une poule unique de vingt équipes au lieu d'un championnat par groupes contenant plus du double de participants, qui voit donc trente-huit des cinquante-huit participants être relégués au terme de l'exercice.
Renommé Gazovik-Gazprom entre-temps, le club effectue son retour au deuxième échelon en 1996, et s'y maintient jusqu'en 2004 avant de retomber en troisième division où il évolue jusqu'à sa dissolution en 2011.

## Bilan sportif

### Palmarès
Championnat de Russie D3
- Vainqueur du groupe Centre en 1995.

### Classements en championnat
La frise ci-dessous résume les classements successifs du club en championnat.

### Bilan par saison
| Saison      | Championnat       | Championnat | Championnat | Championnat | Championnat | Championnat | Championnat | Championnat | Championnat | Championnat | Coupe de Russie     |
| Saison      | Division          | Pos         | Pts         | J           | V           | N           | D           | BP          | BC          | Diff        | Coupe de Russie     |
| ----------- | ----------------- | ----------- | ----------- | ----------- | ----------- | ----------- | ----------- | ----------- | ----------- | ----------- | ------------------- |
| 1991 (URSS) | 4e Zone 7         | 10e         | 44          | 42          | 19          | 6           | 17          | 58          | 49          | +9          | —                   |
| 1992        | 3e Zone 5         | 2e          | 48          | 34          | 20          | 8           | 6           | 61          | 27          | +34         | —                   |
| 1993        | 2e Centre         | 11e         | 41          | 38          | 17          | 7           | 14          | 57          | 56          | +1          | Quatrième tour      |
| 1994        | 3e Centre         | 3e          | 47          | 32          | 20          | 7           | 5           | 50          | 20          | +30         | Deuxième tour       |
| 1995        | 3e Centre         | 1er         | 94          | 40          | 29          | 7           | 4           | 89          | 30          | +59         | Huitièmes de finale |
| 1996        | 2e                | 4e          | 79          | 42          | 24          | 7           | 11          | 69          | 44          | +25         | Troisième tour      |
| 1997        | 2e                | 12e         | 61          | 42          | 18          | 7           | 17          | 42          | 39          | +3          | Quatrième tour      |
| 1998        | 2e                | 9e          | 63          | 42          | 18          | 6           | 18          | 53          | 58          | -5          | Deuxième tour       |
| 1999        | 2e                | 8e          | 64          | 42          | 20          | 4           | 18          | 50          | 47          | +3          | Troisième tour      |
| 2000        | 2e                | 7e          | 59          | 38          | 18          | 5           | 15          | 55          | 52          | +3          | Huitièmes de finale |
| 2001        | 2e                | 13e         | 42          | 34          | 10          | 4           | 17          | 42          | 54          | -12         | Huitièmes de finale |
| 2002        | 2e                | 11e         | 44          | 34          | 10          | 14          | 10          | 34          | 32          | +2          | Huitièmes de finale |
| 2003        | 2e                | 17e         | 50          | 42          | 12          | 14          | 16          | 44          | 56          | -12         | Quatrième tour      |
| 2004        | 2e                | 22e         | 22          | 42          | 5           | 7           | 30          | 40          | 91          | -51         | Seizièmes de finale |
| 2005        | 3e Oural-Povoljié | 7e          | 54          | 36          | 15          | 9           | 12          | 39          | 43          | -4          | Cinquième tour      |
| 2006        | 3e Oural-Povoljié | 5e          | 38          | 24          | 12          | 2           | 10          | 34          | 26          | +8          | Troisième tour      |
| 2007        | 3e Oural-Povoljié | 10e         | 32          | 26          | 8           | 8           | 10          | 41          | 33          | +8          | Quatrième tour      |
| 2008        | 3e Oural-Povoljié | 11e         | 45          | 34          | 13          | 6           | 15          | 56          | 57          | -1          | Troisième tour      |
| 2009        | 3e Oural-Povoljié | 3e          | 55          | 30          | 17          | 4           | 9           | 42          | 25          | +17         | Troisième tour      |
| 2010        | 3e Oural-Povoljié | 3e          | 47          | 26          | 14          | 5           | 7           | 39          | 24          | +15         | Troisième tour      |

Légende
- Promotion en division supérieure
- Relégation en division inférieure

## Entraîneurs
La liste suivante présente les différents entraîneurs du club.
- Aleksandr Mataïs (1991)
- Aleksandr Salnov (1992-1993)
- Viktor Slessarev (1995-1996)
- Vitali Chevtchenko (1997-septembre 1997)
- Aleksandr Kichinevski (septembre 1997-octobre 1997)
- Aleksandr Salnov (octobre 1997-1998)
- Viatcheslav Melnikov (1998-mai 1998)
- Viktor Slessarev (mai 1998-janvier 1999)
- Aleksandr Ivtchenko (mars 1999-2001)
- Valentin Kirillov (2001)
- Viktor Slessarev (juillet 2001-2001)
- Vladimir Iourine (2002)
- Aleksandr Salnov (juin 2002-septembre 2002)
- Viktor Slessarev (2002-2003)
- Andreï Siomine (2007)
- Aleksandr Salnov (mars 2008-mai 2008)
- Alekandr Korepanov (mai 2008-2008)
- Robert Ievdokimov (2009)
- Igor Menchtchikov (2010)